# Шемоне-Эсре

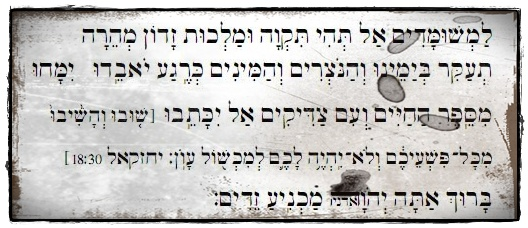
Псевдорасшифрованный текст пергаментов каирской генизы.
Биркат ха-миним — 12-е благословение молитвы «Шемоне-Эсре» палестинской традиции.
Использованы слова: мешумадим, ноцрим, миним, зедим.
Подлинный текст по ссылке на пергамент

Шемоне-Эсре (Шмоне эсре, Шемоне Эсре, Шмоне-Эсре, Шмоне-эсре, от мишн. ивр. שמונה עשרה‎ — «восемнадцать»), также Восемна́дцать славосло́вий — молитва палестинской традиции. Основная молитва богослужения талмудического иудаизма, за которой ввиду её исключительного положения в богослужении установилось название «молитва» (par excellence, תפלה‎, тфила).
Молитва «Шмоне эсре» была составлена на основе «Авину малкену», молитвы поста в день беды, которая, в свою очередь, была основана на «алфавитном» акростихе 24-х букв греческого алфавита, чем и объясняется строгий порядок 12-и серединных славословий молитвы «Шмоне эсре».
Сегодня читают ежедневно (суббота — 7 славословий, праздники — 7—9) в утреннем, дневном, вечернем богослужениях (в праздники — предзакатном). Согласно палестинской традиции называют «Шмоне эсре» («восемнадцать»), хотя в вавилонской традиции молитвы «Амида» в установленных синагогальных версиях наличествует 19 славословий.

## История

### Палестинская традиция
Молитва «Шмоне эсре» палестинской традиции составлена из 18-и славословий, отчего и приобрела своё название «Восемнадцать». Название молитвы «Шмоне эсре» упомянуто в Мишне, палестинском и вавилонском Талмудах, однако дословный текст молитвы — неизвестен и не подтверждается источниками. В обоих Талмудах наличествует дословная центральная часть — объединённые в одно общее 12 славословий. Палестинская редакция молитвы «Шмоне эсре» (18 славословий) была обнаружена в каирской генизе. Л. Гинзберг полагал, что изначально в палестинской редакции молитвы «Шмоне эсре» было 17 славословий, а 18-м стало славословие против еретиков (биркат ха-миним). Молитва «Шмоне эсре» не является единым текстом, — это набор кратких, не связанных между собой славословий. В каирской генизе обнаружено несколько вариантов 2-го славословия. В каирской генизе обнаружено 16-е славословие «Служение», которое посвящено храмовым жертвоприношениям, где о храмовом культе говорится нейтрально. Молитва «Шмоне эсре» была составлена на основе «Авину малкену», молитвы постных дней во время бедствий (засухи, голода, эпидемии). Также Маймонид в своей книге «Мишне Тора» показал, что молился молитвой из 18-и славословий.

### Вавилонская традиция
Молитва «Амида» вавилонской редакции составлена из 19-и славословий и находится в сборнике молитв Амрама гаона. По мнению Эльбогена, вавилонские раввины разделили единое славословие «Боже Давидов и Восстанавливающий Иерусалим» на 2 (14-е — «О восстановлении Иерусалима» и 15-е — «О Царе, потомке Давида»), чтобы прославить вавилонского экзиларха из «рода Давидова». Однако для молитв периода Храма сочетание двух тем в одном благословении — редкость.

## Структура
Делят на три части:
1. Прославление (שבח‎) — начальные 3 славословия.
2. Прошение (בקשה‎) — серединные 12 славословий.
3. Благодарение (הודאה‎) — конечные 3 славословия.

Субботние и праздничные варианты молитвы «Шмоне эсре» имеют такую же структуру, но в центральной части (прошения) заменяют на текст, посвящённый, соответственно, субботе или празднику. Изначально молитва была составлена лишь из семи славословий, но позже расширена до 18-и, а потом и 19-и со всевозможными вставками на субботу, праздник, новомесячие.
Кдушу в третьем славословии молитвы «Шмоне эсре» произносят исключительно в общине.

## Мишна
В Мишне (Зраим, Брахот 4:4) указан вариант краткой молитвы в час беды для отдельного еврея, которая составлена из 18-и слов — замена молитвы «Шмоне эсре», которая состоит из 18-и славословий и поэтому носит подобное название на иврите:

Раби Элиэзер говорит: «Тот, кто делает свою молитву однообразной, то нет в его молитве искренности». Раби Йо́шуа говорит: «Проходящий по опасному месту, молится краткой молитвой и произносит „Да упаси, Господи, народ Твой, остаток Израиля, [на] всяком распутье! Да станут нужды их пред ликом Твоим! Благословен Ты, Господи, Внемлющий мольбе!“»
Оригинальный текст (иврит)רבי אליעזר אומר העושה תפילתו קבע אין תפילתו תחנונים רבי יהושוע אומר המהלך במקום סכנה מתפלל תפילה קצרה ואומר הושע יהוה את עמך את שארית ישראל כל פרשת העיבור יהיו צורכיהם לפניך ברוך אתה יהוה שומע תפילה‎
— Мишна, Зраим, Брахот 4:4
В Мишне, палестинском и вавилонском Талмудах молитва названа «Шмоне эсре» («Восемнадцать»). Однако текста «Шмоне эсре» нет ни в Мишне, ни в обоих Талмудах. В палестинском и вавилонском Талмудах есть лишь текст краткого центрального славословия, объединения 12-и серединных славословий молитвы «Шмоне эсре», но в разных редакциях. В палестинском Талмуде текст — краток, из 12-и славословий и содержит стих из книги пророка Исаии. В вавилонском Талмуде текст составлен из 13-и славословий, а стих из книги пророка Исаии представлен в виде парафраза. В палестинском варианте содержится упоминание о зимних дождях для Палестины, поэтому краткую молитву «Шмоне эсре» возможно читать на протяжении всего года, тогда как в вавилонском варианте о дожде не упомянуто, и потому его читают лишь летом. В обоих Талмудах написано, что начальные 3 славословия и конечные 3 славословия — полные, а кратким славословием является только центральное. Однако в Мишне написано, что краткими являются все 18 славословий:

Рабан Гамлиэль говорит: «Каждый день молится еврей „восемнадцатью“ [славословиями]». Раби Йо́шуа говорит: «Краткие „восемнадцать“». Раби Акива говорит: «Если знает наизусть молитву свою, помолится „восемнадцатью“, а если не знает, то краткими „восемнадцатью“»
Оригинальный текст (иврит)רבן גמליאל אומר בכל יום מתפלל אדם שמנה עשרה רבי יהושע אומר מעין שמנה עשרה רבי עקיבא אומר אם שגורה תפלתו בפיו יתפלל שמנה עשרה ואם לאו מעין שמנה עשרה‎
— Мишна, Зраим, Брахот 4:3

## Описание
В древности причиной бед считали совершённый грех, для исцеления которого необходимы раскаяние и пост, при котором произносили молитву «Авину малкену». Серединные 12 славословий молитвы «Шмоне эсре» поделены пополам и несут агадическое толкование, одни 6 славословий о раскаянии, о понимании причины римского завоевания, другие 6 — политические, о независимости Иудеи.
Шесть славословий раскаяния являются этапами:
1. Осознание (даат или бина) — признание в грехе, рассуждение (тфила).
2. Раскаяние (тшува) — сожаление о содеянном (тхина), стремление не повторить греха.
3. Прощение (слиха) — испрошение прощения Божиего.
4. Обет (геула) — выкуп, искупление постом и молитвой.
5. Исцеление (рефуа) — просьба об исцелении телесных заболеваний (следствий совершённого греха), и духовных изъянов (причине).
6. Продление жизни (браха) — славословие о продлении жизни в обновлённом состоянии без греха в соответствии с заповедями Божиими.

Молитва «Шмоне эсре» палестинской редакции, содержащая темы поста, произносится в будни (по праздникам раскаяние не произносится), поэтому в субботу молитва состоит лишь из семи славословий (трёх начальных, трёх конечных, одного серединного). В молитве «Амида» вавилонской редакции, этапы имеют иное толкование.
Шесть политических славословий:
1. Возвращение (кибуц) диаспоры в Иудею…
2. …для Суда Божиего[англ.] (мишпат).
3. Наказание злодеев.
4. Радость угнетённых, увидящих справедливый Суд Божий.
5. Восстановление Иерусалима и Храма.
6. Воцарение Мессии[23].